# لوباتس
لوباتس (بالإنجليزية: Lobatse)‏ هي مدينة، تتبع بوتسوانا، والمقاطعة الجنوب شرقية، بلغ عدد سكانها 29700 نسمة، في 2002.

## الموقع
تشترك في الحدود مع:
- المقاطعة الجنوب شرقية.

## مدن توأم
المدن التوأم:
- ولفس بي.[3]

## أعلام
- جيروم راماتلاكواني